# Attenweiler

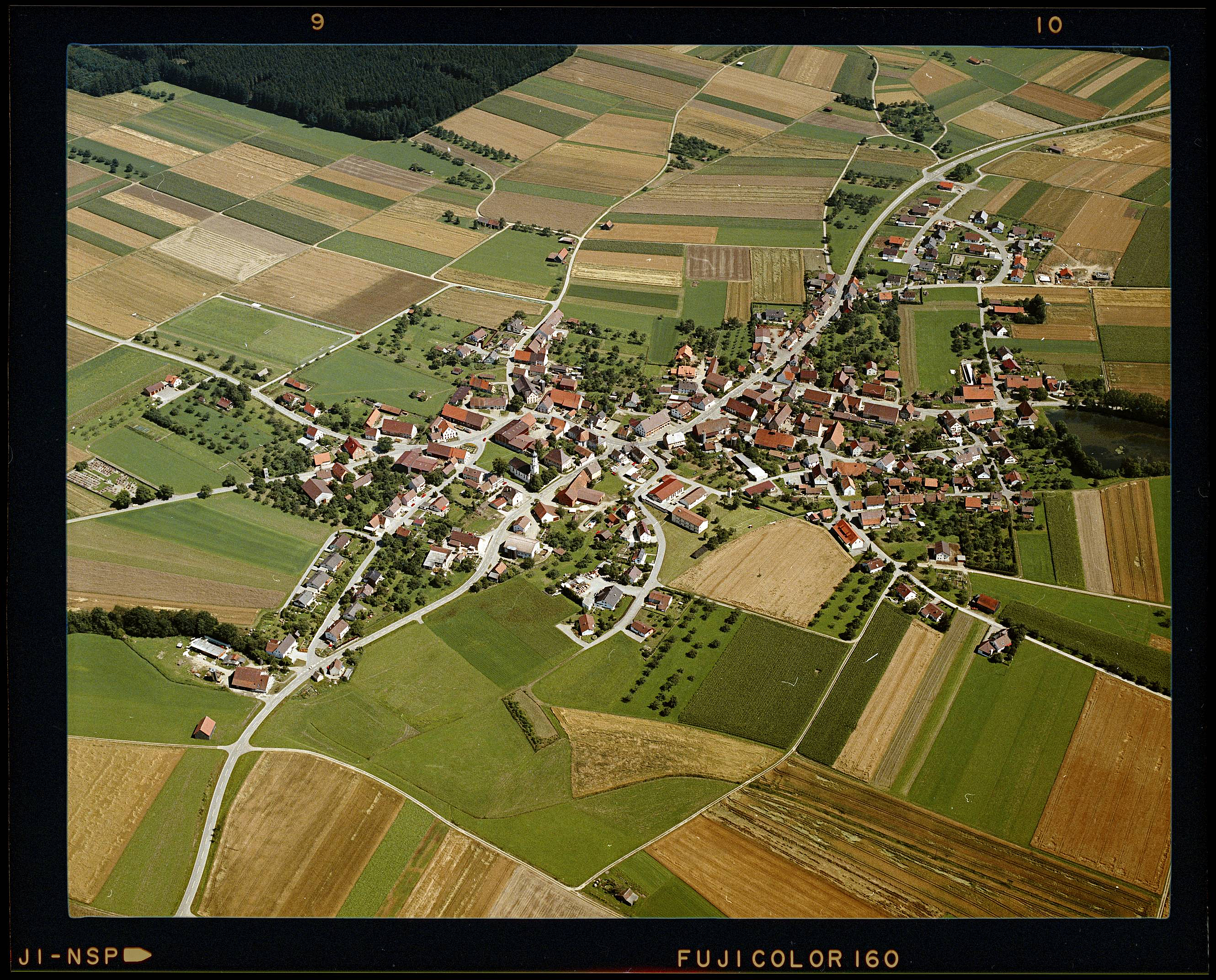
Luftbild von Attenweiler (1985)

Attenweiler ist eine Gemeinde im Landkreis Biberach in Baden-Württemberg.

## Geographie

### Lage
Attenweiler liegt rund zehn Kilometer nordwestlich von Biberach an der Riß in einer flachhügeligen Altmoränenlandschaft, in der die Endmoräne der Rißeiszeit in tertiäres Hügelland übergeht.

### Gemeindegliederung
Die Gemeinde gliedert sich in drei Ortsteile:
- Attenweiler mit Gutershofen, Hausen ob Rusenberg, Rusenberg und Schammach
- Oggelsbeuren mit Aigendorf, Ellighofen, Riedenhof und Willenhofen
- Rupertshofen mit Vogelhof

### Nachbargemeinden
Attenweiler grenzt im Osten an Schemmerhofen, im Süden an Biberach an der Riß und Tiefenbach, im Westen an Uttenweiler und im Norden an Grundsheim und Oberstadion (beide im Alb-Donau-Kreis).

### Schutzgebiete
Im Süden der Gemeinde liegt das Naturschutzgebiet Gutershofer Weiher sowie zwei weitere Teilgebiete des FFH-Gebiets Wälder bei Biberach.

## Geschichte

### Gemeindefusion
Die heutige Gemeinde wurde am 1. Januar 1975 durch Vereinigung der Gemeinden Attenweiler, Oggelsbeuren und Rupertshofen neu gebildet.

### Geschichte Attenweilers
Der Ort Attenweiler wurde erstmals 1254 als Sitz von Ortsadel erwähnt. Die Herren von Atinwilare sind von 1254 bis 1296 nachgewiesen. Zwischen 1347 und 1531 erwarb das Heilig-Geist-Spital in Biberach an der Riß das Dorf nach und nach fast vollständig. Wie in der paritätischen Reichsstadt Biberach wurde auch in Attenweiler ab 1548 Gottesdienst beider Konfessionen gefeiert. Bis nach dem Ende des Dreißigjährigen Krieges (1618–1648) gehörte der heutige Ortsteil Rusenberg dem katholischen Jakob Schenk von Stauffenberg, der es 1656 an das Franziskanerinnenkloster Oggelsbeuren verkaufte, weil er aufgrund einer Erbschaft nach Rißtissen gezogen war. Im Jahre 1803 gerieten Teile von Attenweiler an die Grafen von Sternberg-Manderscheid und im Zuge der Mediatisierung kam der Ort mit Biberach im selben Jahr an das Kurfürstentum Baden. Schon 1806 wechselte die Landeshoheit zum Königreich Württemberg, welches den Ort dem Oberamt Biberach zuwies. 1835 verkauften die Grafen von Sternberg-Manderscheid ihren Besitz am Ort an den württembergischen Staat. Während der NS-Zeit in Württemberg kam Attenweiler 1938 zum Landkreis Biberach. Im Jahre 1945 wurde Attenweiler Teil der Französischen Besatzungszone und kam somit zum Nachkriegsland Württemberg-Hohenzollern, welches 1952 im Bundesland Baden-Württemberg aufging.

### Geschichte Oggelsbeurens
Das nördlich von Attenweiler gelegene Dorf Oggelsbeuren wurde 1275 erstmals als Oggelspurren genannt, ab dem 16. Jahrhundert heißt es auch oft Oberspeiren. Kirche und Pfarrei waren schon vor 1363 dem Stift Buchau inkorporiert. Der Ort war im Besitz der Grafen von Grüningen-Landau, ab Anfang des 14. Jahrhunderts Teil der Herrschaft Warthausen und mit dieser ab 1331 in Besitz des Hauses Habsburg. Bis 1446 teilte der Ort die wechselnden Verpfändungen Warthausens. Ab 1446 wurden die Herren von Stein mit dem Ort belehnt. Vermutlich unterstellten diese den Ort im 16. Jahrhundert dem Ritterkanton Donau der Reichsritterschaft. 1695 kam der Ort in Besitz des Stifts Buchau, mit der Säkularisation 1803 an die Fürsten von Thurn und Taxis. Die Staatshoheit fiel 1806 an das Königreich Württemberg, das den Ort ab 1810 als Teil des Oberamts Ehingen verwaltete. Bis 1849 war Oggelsbeuren zudem unter standesherrlicher Verwaltung der Thurn und Taxis. Während der NS-Zeit kam Oggelsbeuren 1938 zum Landkreis Ehingen, der 1945 der französischen Besatzungszone zufiel. Als Teil des Nachkriegslandes Württemberg-Hohenzollern gelangte Oggelsbeuren 1952 zum Land Baden-Württemberg und bei der Kreisreform von 1973 zum Landkreis Biberach.

### Geschichte Rupertshofens
Grabfunde belegen eine alemannische Besiedlung im frühen Mittelalter. Der Ort Rupertshofen teilte seit dem Mittelalter als Teil der Herrschaft Warthausen die Geschichte von Oggelsbeuren. 1788 wurde die Pfarrei Rupertshofen gegründet, die davor eine Filialkirche der Pfarrei Oggelsbeuren war. Der Weiler Vogelhof war im 18. Jahrhundert ein Treffpunkt von Bettlern, Gaunern und fahrendem Volk. 1803 fiel Rupersthofen an den Fürsten von Thurn und Taxis und 1806 an das Königreich Württemberg, welches den Ort dem den Ort 1810 dem Oberamt Ehingen unterstellte. Seit 1811 bestand in Rupertshofen eine eigene Schultheißerei. Während der NS-Zeit kam der Ort 1938 zum neu umrissenen Landkreis Ehingen, der 1945 der französischen Besatzungszone zufiel. Als Teil des Nachkriegslandes Württemberg-Hohenzollern gelangte Rupertshofen 1952 zum Land Baden-Württemberg und 1973 zum Landkreis Biberach.

## Religionen
In der Gemeinde gibt es die katholischen Kirchengemeinden St. Blasius in Attenweiler, St. Johannes Baptist in Oggelsbeuren und St. Vitus in Rupertshofen, die zum Dekanat Biberach der Diözese Rottenburg-Stuttgart gehören.
Die Evangelische Kirchengemeinde Attenweiler gehört zum Kirchenbezirk Biberach der Evangelischen Landeskirche in Württemberg. Neben der politischen Gemeinde Attenweiler umfasst sie Uttenweiler mit Sauggart und Ahlen, die Ortsteile Aßmannshardt und Alberweiler der Gemeinde Schemmerhofen und den Ortsteil Moosbeuren der Gemeinde Oberstadion. Die Evangelische Kirchengemeinde hat insgesamt 1.050 Mitglieder (Stand: Herbst 2004).

## Politik

### Gemeinderat
Der Gemeinderat in Attenweiler besteht aus den 12 gewählten ehrenamtlichen Gemeinderäten und dem Bürgermeister als Vorsitzenden. Der Bürgermeister ist im Gemeinderat stimmberechtigt.
Bei der Kommunalwahl am 9. Juni 2024 wurde der Gemeinderat durch Mehrheitswahl gewählt. Mehrheitswahl findet statt, wenn kein oder nur ein Wahlvorschlag eingereicht wurde. Die Bewerber mit den höchsten Stimmenzahlen sind dann gewählt. Die Wahlbeteiligung betrug 70,92 % (2019: 67,1 %).

### Bürgermeister
Seit September 2020 ist Roland Grootherder Bürgermeister der Gemeinde Attenweiler.
Seine Vorgängerin war Monika Brobeil, die im Juli 2015 im ersten Wahlgang für eine zweite Amtszeit bestätigt wurde.

### Wappen
| Wappen der Gemeinde Attenweiler | Blasonierung: „In gespaltenem Schild vorne in Gold (Gelb) ein durchgehendes rotes Kreuz mit Tatzenenden, hinten in Blau ein aufgerichteter goldener (gelber) Biber.“ |
| Wappen der Gemeinde Attenweiler | Wappenbegründung: Das Wappen der am 1. Januar 1975 durch Vereinigung dreier Orte gebildeten neuen Gemeinde Attenweiler vereinigt das Adelindiskreuz des Stifts Buchau, das seit 1695 die Vogtei in den jetzigen Gemeindeteilen Oggelsbeuren und Rupertshofen innehatte, mit der redenden Wappenfigur der ehemaligen Reichsstadt Biberach. Die letztere soll darauf hinweisen, dass das Biberacher Heilig-Geist-Spital zwischen 1347 und 1531 den größten Teil der früheren Gemeinde Attenweiler erworben hatte. Am 18. Mai 1977 verlieh das Landratsamt das Wappen und die Flagge. |

Wappen der ehemals eigenständigen Gemeinden

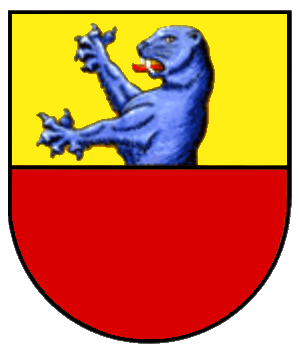
Attenweiler
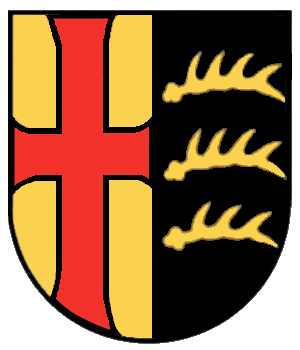
Oggelsbeuren
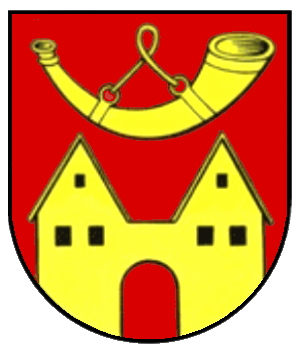
Rupertshofen

## Wirtschaft und Infrastruktur
Die Gemeinde ist von der Landwirtschaft und dem Handwerk geprägt.

### Verkehr
Durch eine Alltagsradroute aus dem Radnetz Baden-Württemberg sind die Ortsteile Gutershofen und Schammach mit Biberach an der Riß und in der anderen Richtung über Uttenweiler mit Riedlingen verbunden.

## Kultur und Sehenswürdigkeiten

### Bauwerke in Attenweiler
- Kirche St. Blasius, erbaut 1722
- Evangelische Kirche, erbaut 1843 im Stil des Klassizismus, 1975 renoviert
- Ehemaliges Pfarrhaus erbaut 1732 im Stil des Barock

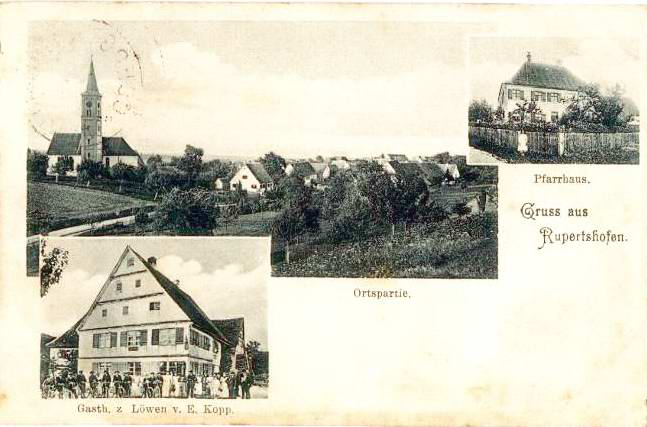
Rupertshofen um 1900

### Bauwerke in Oggelsbeuren
- Ehemaliges Kloster Oggelsbeuren: 1378 gegründetes Franziskanerinnenkloster. Das Kloster kaufte 1656 das Gut Rusenberg von Jakob Schenk von Stauffenberg, der in Risstissen ansaessig war. 1787 wurde das Kloster aufgehoben; zweite Besiedlung 1854 durch einen Franziskanerinnenkonvent, der 1859 nach Kloster Sießen umzog; ab 1860 Heimat der „Piuspflege“. Ein Teil der Gebäude des barocken Neubaus von 1714 ist erhalten, nach einem Brand 1953 wurden die Gebäude wiederhergestellt.
- Pfarrkirche St. Johann Baptist, erbaut 1849 anstelle eines mittelalterlichen Vorgängerbaus, renoviert 1974
- Kapelle in Aigendorf, erbaut 1870 anstelle einer älteren Kapelle

### Bauwerke in Rupertshofen
- Pfarrkirche St. Vitus, erbaut 1810, Turm von 1863, 1977 renoviert

## Personen
- Hans Dieter Schaal (1943–2025), Architekt und Bühnenbildner, lebte und arbeitete über 40 Jahre lang in Attenweiler.